# 松平慶民

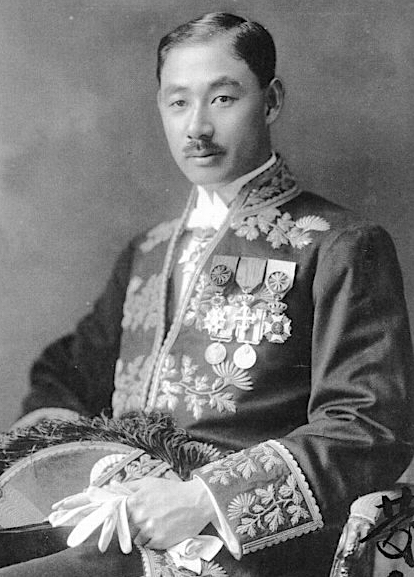
大正初年頃

松平 慶民（まつだいら よしたみ、1882年（明治15年）3月13日 - 1948年（昭和23年）7月18日）は、大正・昭和期の宮内官僚。最後の宮内大臣で初代宮内府長官。子爵。元福井藩主・松平慶永の三男。

## 来歴・人物
1882年、元福井藩主・松平慶永の三男として生まれる。慶永の養子として家督を継いだ松平康荘の養子に入るが、1893年に康荘の実子である康昌が誕生している。
1896年よりイギリスへ留学し、1908年にオックスフォード大学を卒業して帰国した。帰国後は陸軍に進み、世田谷の陸軍野戦砲兵第一連隊に所属した。この間の1906年9月17日に分家し、父の明治維新における功労によって子爵に叙せられる。
1912年に侍従に就いて以降、一貫して宮内省に奉職。侍従兼式部官、式部次長兼宗秩寮宗親課長を経て、1934年7月17日、式部長官に就任。1945年7月9日、宗秩寮総裁。1946年1月16日、宮内大臣に就任。
同年2月から始まる昭和天皇の戦後巡幸では、お召し列車に同乗。神奈川県、群馬県訪問に供奉した。
1947年5月3日、宮内府の移行に伴い、その初代長官となった。1948年6月3日、宮中改革を推し進めるGHQなどの意向により退任した。
戦後、康昌らと「五人の会」を結成して昭和天皇から聞き取りを行い「昭和天皇独白録」の作成にあたった。宮内省では珍しい外国通として知られ、昭和天皇のヨーロッパ訪問や秩父宮雍仁親王のイギリス留学の実現、また戦後のGHQとの交渉に手腕を発揮した。
皇族や上級華族であろうと、問題が発生すれば、宮内省幹部として遠慮なく問責した。東久邇宮稔彦王の帰国拒否・臣籍降下騒動、不良華族事件など、皇室の権威を損なう事件が頻発した戦前昭和期に、果たした役割は大きかった。その硬骨漢ぶりは、「昭和の殿様」「閻魔大王」と称された。

## 栄典
- 1906年（明治39年）9月17日 - 子爵[2]
- 1907年（明治40年）9月20日 - 正五位[3]
- 1911年（明治44年）9月4日 - 木杯一組[4]
- 1915年（大正4年）11月7日 - 大正三四年従軍記章[5]
- 1920年（大正9年）
  - 10月11日 - 正四位[6]
  - 11月1日 - 勲六等瑞宝章[7]
- 1928年（昭和3年）
  - 8月29日 - 勲四等瑞宝章[8]
  - 12月28日 - 金杯一個[9]
- 1932年（昭和7年）8月16日 - 勲三等瑞宝章[10]
- 1940年（昭和15年）8月15日 - 紀元二千六百年祝典記念章[11]
- 1948年（昭和23年）7月18日 - 正二位[12]

外国勲章佩用允許
- 1919年（大正8年）
  - 2月1日[13]
    - イギリス帝国：ヴィクトリア第三等勲章
    - フランス共和国：レジオンドヌール勲章オフィシエー
    - イタリア王国：サンモーリスエラザル第四等勲章

  - 6月17日 - ベルギー王国：レオポール第四等勲章（英語版）[14]
- 1922年（大正11年）6月22日 - イギリス帝国：ブリティッシュエンパイア勲章コマンダー[15]
- 1929年（昭和4年）7月22日 - イギリス帝国：ヴィクトリア勲章ナイトコマンダー[16]
- 1931年（昭和6年）4月28日 - シャム王国：クーロンヌ勲章グランクロア[17]
- 1934年（昭和9年）12月28日 - ベルギー王国：レオポール勲章（英語版）グランオフィシエー[18]
- 1937年（昭和12年）2月9日 - 満洲帝国：勲三位景雲章[19]
- 1939年（昭和14年）9月30日 - イタリア王国：クーロンヌ勲章（英語版）グランクロア[20]
- 1942年（昭和17年）
  - 2月2日 - 満洲帝国：勲二位柱国章・建国神廟創建紀念章[21]
  - 7月6日 - 満洲帝国：勲一位柱国章[22]

## 系譜・家族
- 父：松平慶永（福井藩第16代藩主）
- 母：糟屋婦志子（天璋院の御用人・糟屋十郎兵衛の四女）
  - 弟：徳川義親（尾張徳川家第19代当主）
- 養父：松平康荘（越前松平家第18代当主）
- 妻：幸子（ゆきこ、新田忠純四女、井上勝之助養女）
  - 長女：美智子（伊達宗彰夫人）
  - 次女：綾子（吉川重国夫人）
  - 長男：松平永芳（靖国神社宮司）
  - 三女：英子（鹿島晃久夫人）
  - 次男：松平忠永（徳川家正養子、後に縁組解消）

従兄弟に徳川家達、徳川達孝がいる。

## 関連資料の所在
- 国立国会図書館 - 松平慶民の旧蔵書のほか、松平春嶽公記念文庫の一部の資料の複製をマイクロフィルムで所蔵する[23]。